# PRO Rugby
PRO Rugby, acronimo di Professional Rugby Organization, fu una lega professionistica nordamericana di rugby a 15, autorizzata a organizzare negli Stati Uniti il primo campionato professionistico di tale disciplina.
Ricevuta la licenza pure per il Canada per il 2017, non andò tuttavia oltre la prima edizione e chiuse prima di iniziare la seconda stagione.
Il principio adottato per la disputa di tale campionato fu lo stesso generalmente utilizzato dalle altre leghe del continente come la NBA, la NFL e la MLS: esso previde infatti cinque franchise in altrettante città (Denver, Sacramento, San Diego e San Francisco; Columbus rappresentava tutto l'Ohio).

## Storia
Il rugby a 15 fu introdotto in Nordamerica intorno alla seconda metà del XIX secolo ed ebbe un discreto seguito fino ai primi decenni del XX, tanto che la Nazionale degli Stati Uniti fu due volte a seguire campione olimpica nel 1920 e 1924; tuttavia in quegli anni non esisteva un organismo di governo dell'attività, che declinò fino quasi a scomparire del tutto dall'orizzonte mediatico: negli anni sessanta il rugby veniva praticato da pochi club, quasi tutti in ambito universitario e solo nel 1975 si giunse alla costituzione di una Federazione negli Stati Uniti, all'epoca nominata USA Rugby Football Union.
La più recente esperienza di un campionato nazionale di prima divisione negli Stati Uniti era stata la Super League, che si tenne tra il 1997 e il 2012 con una coda nel 2013 ribattezzata Elite Cup che tuttavia chiuse i battenti a inizio 2014 per divergenze tra i club che portarono al ritiro dell'ufficializzazione del torneo da parte della Federazione.
Nel 2015 una nuova lega, chiamata National Rugby Football League, tentò di organizzare alcuni incontri con club europei di richiamo, il primo dei quali contro gli inglesi del Leicester ma, non avendo mai ricevuto alcuna autorizzazione da parte della Federazione, tali eventi non videro mai la luce; contemporaneamente Professional Rugby Organization, entità alternativa alla NRFL, propose un progetto basato su franchise territoriali professionistiche che ricevette l'ufficializzazione da USA Rugby e, successivamente, il riconoscimento da World Rugby come campionato di prima divisione.

### L'unica edizione
Per favorire la crescita dei giocatori nazionali PRO Rugby previde che ogni squadra non potesse ingaggiare più di cinque giocatori provenienti da altra federazione, che lo stipendio medio per stagione fosse intorno ai 25 000 dollari estendibili fino a un massimo di 40 000 per quei giocatori, nazionali o stranieri, che avessero esperienza internazionale e di Coppa del Mondo.
Inoltre ogni squadra poteva avere un massimo di 30 giocatori in rosa e i contratti sarebbero stati stipulati direttamente tra Federazione e giocatore.
Tra gli elementi internazionali messi sotto contratto nell'unica stagione tenutasi figurano lo statunitense Takudzwa Ngwenya, il neozelandese Mils Muliaina e l'italiano Mirco Bergamasco.

### La cancellazione del torneo
A settembre 2016 contatti tra la federazione statunitense e Martin Anayi, direttore generale del Pro12 (torneo per franchise gallesi, irlandesi, italiane e scozzesi) circa l'allargamento del torneo anche agli Stati Uniti misero in allarme il direttore e proprietario del PRO Rugby Douglas Schoninger il quale chiese chiarezza alla federazione sugli obiettivi a breve termine, avendo da poco ricevuto la licenza a operare in Canada ed essendo gli obiettivi del Pro12 in collisione con quelli del PRO Rugby, in quanto quest'ultimo si proponeva di sviluppare giocatori locali e di farli gradualmente crescere.
La federazione non diede garanzie a Schoninger circa l'esclusività dell'organizzazione di tornei, e anche il Canada volle tenersi aperta la possibilità di ospitare eventuali estensioni di tornei internazionali, cosa questa che mise fine al progetto di Schoninger di fare una lega professionistica che sviluppasse giocatori locali, sostenendo che il professionismo delle competizioni europee di club avrebbe solo lievitato i costi e favorito l'importazione di altri giocatori da Paesi già rugbisticamente affermati; a fine novembre 2016, dopo avere dovuto chiudere la squadra di San Francisco per mancanza di un campo, annunciò un mese di tempo per trovare una soluzione al contenzioso con la federazione, al termine del quale avrebbe chiuso la lega.
Gli osservatori specializzati videro la chiusura come l'ennesima occasione persa di promuovere negli Stati Uniti uno sport diverso da quello delle maggiori leghe (football americano, hockey su ghiaccio, baseball e, in misura minore, calcio) e che, negli anni più recenti, mostrava il tasso di crescita più alto; in retrospettiva le cause furono lette sia nell'incapacità federale di sostenere l'impegno preso con PRO Rugby, probabilmente attratta dalla possibilità di entrare a far parte di una competizione più economicamente redditizia, sia nel troppo poco tempo concesso all'esperimento di Schoninger, pur nella consapevolezza che una lega professionistica sia necessaria per favorire lo sviluppo della disciplina negli Stati Uniti (e, del resto, lo stesso Schoninger era conscio, al momento di fondare la lega, che il primo anno avrebbe potuto anche rimetterci del denaro, ma che avendo firmato un impegno quadriennale fino a tutto il 2019, si attendeva la certezza di un'esclusiva per proteggere il suo investimento e continuare nell'opera di sviluppo dei giocatori locali).

## Il torneo

### Formato
Nell'unica edizione disputata ogni squadra disputò 12 incontri, 6 in casa e altrettanti fuori.
La formula fu quella del girone all'italiana con due gare di andata e una di ritorno, ragion per cui ogni squadra affrontò ciascuna delle altre quattro tre volte nella stagione; due volte in casa contro due delle sue avversarie e due volte a casa delle altre due avversarie.
Eventuali ingressi di franchise dal Canada avrebbero potuto comportare un cambio di formula anche se la questione non fu mai presa in esame.
Alla fine del torneo, in cui i punteggi ai fini della classifica furono quelli validi per l'Emisfero Sud (4 punti per la vittoria, 2 per il pareggio, 0 per la sconfitta più eventuali bonus per la squadra che realizzi almeno 4 mete nell'incontro e per quella che perda con sette punti o meno di scarto), la squadra prima classificata si aggiudicò il titolo.

### Squadre partecipanti
| Club               | Sponsor | Città                      | Impianto interno                            |
| ------------------ | ------- | -------------------------- | ------------------------------------------- |
| Denver Stampede    |         | Denver (Colorado)          | CIBER Field, Denver Infinity Park, Glendale |
| Ohio Aviators      |         | Columbus (Ohio)            | Memorial Park, Obetz                        |
| Sacramento Express |         | Sacramento (California)    | Boney Field, Sacramento                     |
| S.D. Breakers      |         | San Diego (California)     | Torero Stadium, San Diego                   |
| S.F. Rush          |         | San Francisco (California) | Boxer Stadium, San Francisco                |

### Stagione regolare
|           | 1ª giornata                |       |
| --------- | -------------------------- | ----- |
| 17-4-2016 | Sacramento — San Francisco | 37-25 |
| 17-4-2016 | Denver — Ohio              | 16-13 |
| rip.      | San Diego                  |       |

|          | 4ª giornata               |       |
| -------- | ------------------------- | ----- |
| 8-5-2016 | Sacramento — Ohio         | 11-31 |
| 8-5-2016 | San Francisco — San Diego | 33-46 |
| rip.     | Denver                    |       |

|           | 7ª giornata            |       |
| --------- | ---------------------- | ----- |
| 28-5-2016 | San Diego — Sacramento | 44-23 |
| 29-5-2016 | San Francisco — Ohio   | 35-20 |
| rip.      | Denver                 |       |

|           | 10ª giornata              |       |
| --------- | ------------------------- | ----- |
| 18-6-2016 | San Diego — San Francisco | 19-24 |
| 19-6-2016 | Denver — Ohio             | 27-48 |
| rip.      | Sacramento                |       |

|           | 13ª giornata       |       |
| --------- | ------------------ | ----- |
| 9-7-2016  | Sacramento — Ohio  | 31-41 |
| 10-7-2016 | Denver — San Diego | 59-23 |
| rip.      | San Francisco      |       |

|           | 16ª giornata               |       |
| --------- | -------------------------- | ----- |
| 30-7-2016 | Sacramento — San Francisco | 34-37 |
| 31-7-2016 | Ohio — Denver              | 32-25 |
| rip.      | San Diego                  |       |

|           | 2ª giornata            |       |
| --------- | ---------------------- | ----- |
| 23-4-2016 | San Diego — Sacramento | 37-24 |
| 24-4-2016 | San Francisco — Denver | 18-35 |
| rip.      | Ohio                   |       |

|           | 5ª giornata         |       |
| --------- | ------------------- | ----- |
| 15-5-2016 | San Diego — Ohio    | 24-20 |
| 15-5-2016 | Sacramento — Denver | 13-35 |
| rip.      | San Francisco       |       |

|          | 8ª giornata        |       |
| -------- | ------------------ | ----- |
| 5-6-2016 | San Diego — Denver | 23-24 |
| rip.     | Ohio, Sacramento,  |       |
|          | San Francisco      |       |

|           | 11ª giornata         |       |
| --------- | -------------------- | ----- |
| 26-6-2016 | Ohio — San Francisco | 71-20 |
| 26-6-2016 | Denver — Sacramento  | 29-13 |
|           | San Diego            |       |

|           | 14ª giornata              |       |
| --------- | ------------------------- | ----- |
| 16-7-2016 | San Francisco — San Diego |       |
| 17-7-2016 | Denver — Sacramento       | 59-13 |
|           | Ohio                      |       |

|          | 3ª giornata          |       |
| -------- | -------------------- | ----- |
| 1-5-2016 | Ohio — San Francisco | 51-17 |
| 1-5-2016 | San Diego — Denver   | 16-22 |
|          | Sacramento           |       |

|           | 6ª giornata            |       |
| --------- | ---------------------- | ----- |
| 20-5-2016 | Denver — San Francisco | 41-37 |
| 22-5-2016 | Ohio — Sacramento      | 50-17 |
|           | San Diego              |       |

|           | 9ª giornata         |       |
| --------- | ------------------- | ----- |
| 12-6-2016 | Ohio — San Diego    | 55-29 |
| rip.      | Denver, Sacramento, |       |
|           | San Francisco       |       |

|          | 12ª giornata               |       |
| -------- | -------------------------- | ----- |
| 3-7-2016 | Ohio — San Diego           | 44-21 |
| 3-7-2016 | San Francisco — Sacramento | 19-43 |
|          | Denver                     |       |

|           | 15ª giornata           |       |
| --------- | ---------------------- | ----- |
| 23-7-2016 | Sacramento — San Diego | 35-27 |
| 24-7-2016 | San Francisco — Denver | 24-31 |
|           | Ohio                   |       |

#### Classifica
|  |    | Squadra            | G  | V  | N | P | PF  | PS  | P±   | B  | Pt |
|  | -- | ------------------ | -- | -- | - | - | --- | --- | ---- | -- | -- |
|  | 1. | Denver Stampede    | 12 | 10 | 0 | 2 | 403 | 273 | 130  | 8  | 48 |
|  | 2. | Ohio Aviators      | 12 | 9  | 0 | 3 | 476 | 273 | 203  | 11 | 47 |
|  | 3. | S.D. Breakers      | 12 | 4  | 0 | 8 | 335 | 413 | −78  | 9  | 25 |
|  | 4. | S.F. Rush          | 12 | 4  | 0 | 8 | 339 | 454 | −115 | 8  | 24 |
|  | 5. | Sacramento Express | 12 | 3  | 0 | 9 | 294 | 434 | −140 | 6  | 18 |

### Copertura televisiva
Il torneo non ebbe copertura televisiva ma fu trasmesso in streaming video.